# Michel Capot
Pas d'image ? Cliquez ici

a Compétitions nationales et continentales officielles uniquement.

Michel Capot, né le 18 mai 1960 à Mauvezin, dans le Gers, est un ancien joueur de rugby à XV français qui évoluait au poste de deuxième ligne au sein de l'effectif du SU agen puis de la Section paloise. 
Employé de banque lorsqu'il était à Agen, « Pichon » a ensuite déménagé à Pau pour entamer une carrière chez Elf Aquitaine, en accord avec ses diplômes de géologue. Son travail l'a ensuite amené à quitter très rapidement la France pour l'Afrique, où il a travaillé sur les gisements de pétrole au Nigeria. 

## Carrière

### Joueur
Capot a découvert le rugby très jeune à Fleurance, puis a étudié au lycée Le Garros à Auch où il a obtenu un diplôme d'ingénieur géologue.
En 1978, Michel Capot quitte l'Association sportive fleurantine pour renforcer l'effectif du SU Agen en juniors Reichel, des entraîneurs Vernis et Dubuc, avec ses 1,94 m et son quintal. Il a remporté le championnat de France avec le SUA en 1988 au poste de numéro 8, alors que Philippe Benetton l'a remplacé pendant la deuxième mi-temps. Il avait été finaliste en 1984, lorsqu'il était entré pour remplacer Dominique Erbani à la dixième minute, dans cette finale terminée aux tirs au but. 
Remplaçant lors de la victoire du SUA en finale du Challenge Yves du Manoir contre Toulon en 1983, Capot perd contre Grenoble en 1987.
Le lendemain de la petite finale disputée au stade Jean-Bouin, Michel Capot et son meilleur ami Bernard Mazzer sont partis jouer à la Durban High School (en) en Afrique du Sud. Christophe Malbet a été le troisième joueur à participer à cette aventure extraordinaire. Ils ont été les pionniers.
À son retour, Michel Capot a porté le maillot de la Section paloise, avec qui il a été finaliste du groupe B en 1989 et 1990. Capot devient capitaine lorsque Jean-Bernard Duplantier et Gérard Brusque prennnent les rênes du club sectionniste. Il a commencé sa troisième saison sous la tunique de la Section avec une hernie discale, mais a réussi à amener son équipe jusqu'au bout de la phase pour remonter la Section en groupe A.
Michel Capot dispute son tout dernier match contre le Biarritz olympique.

## Palmarès
Vainqueur :
- Championnat de France de rugby à XV 1987-1988

Finaliste :
- Championnat de France de rugby à XV 1983-1984
- Groupe B en 1989 et 1990